# مويسيس
مويسيس ماتياس دي أندرادي (بالبرتغالية: Moisés Matias de Andrade‏) ويعرف اختصارًا مويسيس، هو مدرب كرة قدم ولاعب كرة قدم برازيلي في مركز الدفاع، ولد في 10 يناير 1948 في ريزندي في البرازيل، وتوفي في 26 أغسطس 2008 في ريو دي جانيرو في البرازيل بسبب سرطان الرئة. شارك مع منتخب البرازيل لكرة القدم. أما مع النوادي، فقد لعب مع باريس سان جيرمان وبوتافوغو ريغاتاس ونادي بانغو أتلتيكو ونادي فاسكو دا غاما ونادي فلامنغو ونادي فلومينينسي ونادي كورينثيانز.

## وصلات خارجية
- مويسيس على موقع قاعدة بيانات كرة القدم.إي يو (الإنجليزية)
- مويسيس على موقع ناشيونال فوتبول تيمز (الإنجليزية)